# فرودگاه هرو
فرودگاه هرو (به انگلیسی: Harrow Airport) یک فرودگاه خصوصی است که یک باند فرود چمن دارد و طول باند آن ۹۱۴ متر است. این فرودگاه در کشور کانادا قرار دارد و در ارتفاع ۱۸۶ متری از سطح دریا واقع شده‌است.